# Basilejská úmluva

Basilejská úmluva je mezinárodní smlouva podepsaná roku 1989 omezující pohyb nebezpečných odpadů přes hranice a jejich zneškodňování. Smlouvu podepsalo 53 zemí. Roku 2018 bylo 187 stran smlouvy. Roku 2019 bylo (až na USA) navrženo, že i plasty budou zahrnuty.